# Theodor Blank

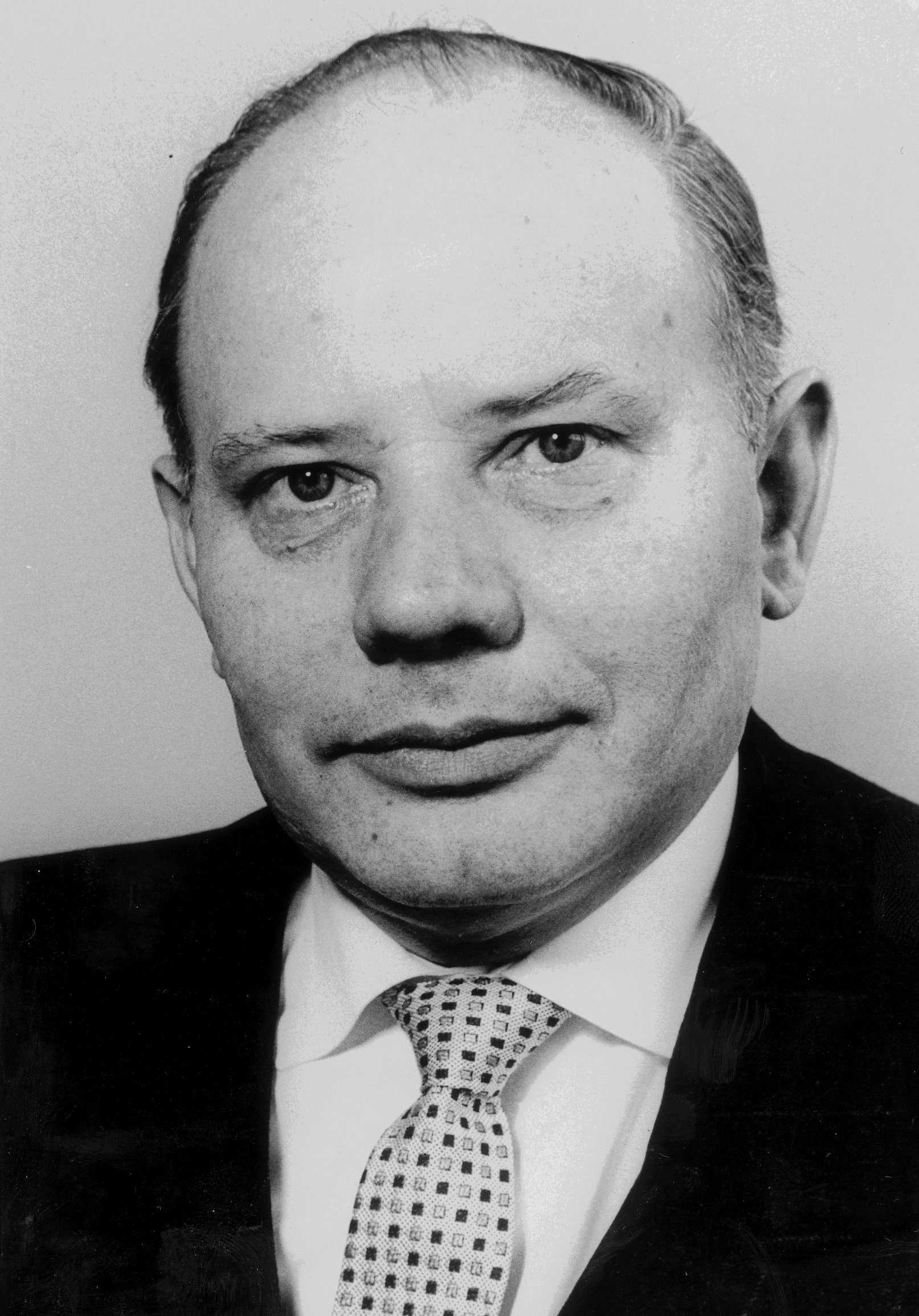
Theodor Blank (Bundeswehrfoto)

Theodor Anton Blank (* 19. September 1905 in Elz; † 14. Mai 1972 in Bonn) war ein deutscher Politiker der CDU, der das nach ihm benannte Amt Blank, eine Vorgängerinstitution des Bundesministeriums für Verteidigung (ab 1961 der Verteidigung), aufbaute und leitete. Von 1955 bis 1956 war er im Anschluss der erste Bundesminister für Verteidigung der Bundesrepublik Deutschland und von 1957 bis 1965 Bundesminister für Arbeit und Sozialordnung.

## Leben und Beruf

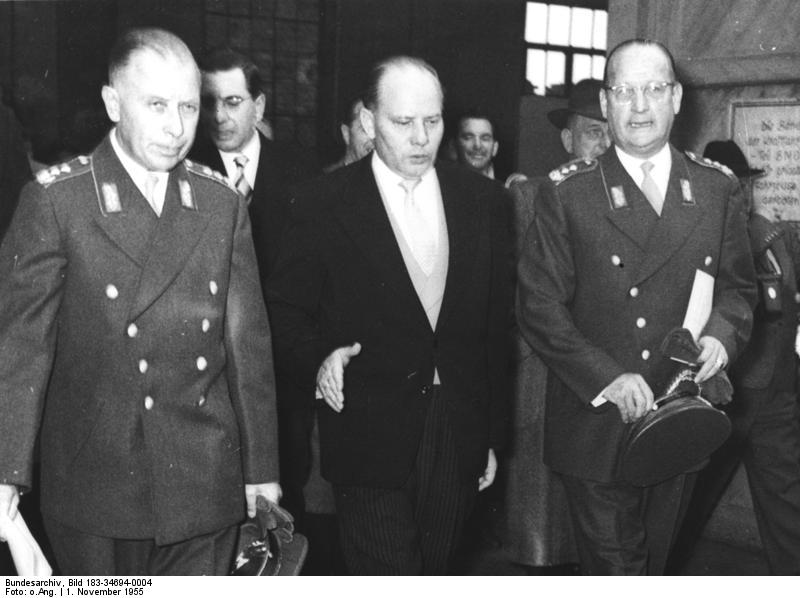
Theodor Blank mit Adolf Heusinger (links) und Hans Speidel 1955

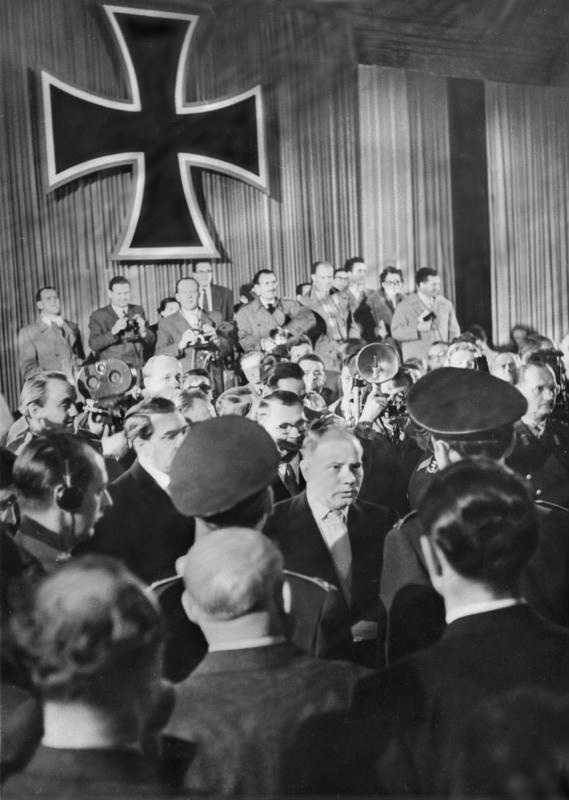
Gründung der Bundeswehr durch Verteidigungsminister Theodor Blank am 12. November 1955

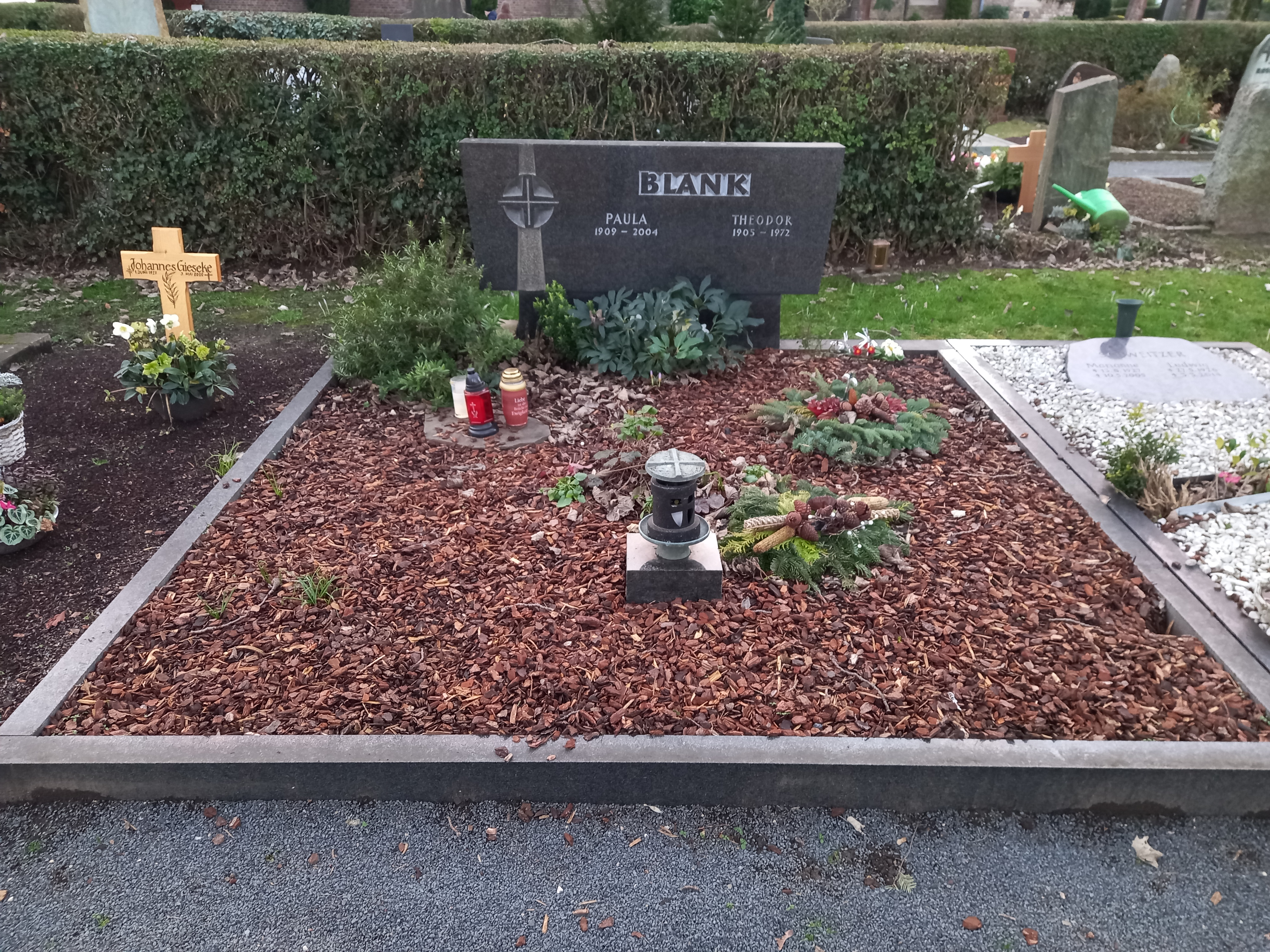
Das Grab von Theodor Blank und seiner Frau Paula geborene Baumgart auf dem katholischen Friedhof Plittersdorf in Bonn

Theodor Blank wurde am 19. September 1905 als drittes von zehn Kindern in Elz im Westerwald geboren. Sein Vater war Schreiner. Seine Mutter war Margarete Blank, geborene Eufinger. Theodor Blank wurde katholisch getauft und auch in diesem Glauben erzogen. Seine Eltern zogen 1913 nach Dahlhausen bei Bochum. Beeinflusst durch seinen Vater, stand Blank in diesen Jahren den Zielen der Zentrumspartei nahe. Nach dem Volksschulabschluss 1919 absolvierte er bis 1923 eine Lehre als Modellschreiner und einen Lehrgang für Metallarbeiter. Bereits während der Lehrzeit trat er den christlichen Gewerkschaften bei. Nach seinem Berufsabschluss war er bis 1929 als Arbeiter in der Steinfabrik Dr. C. Otto & Comp. in Dahlhausen/Ruhr beschäftigt.
Blank war ab 1929 hauptamtlich beim Zentralverband christlicher Fabrik- und Transportarbeiter tätig und als Gewerkschaftssekretär für das nördliche und nordwestliche Ruhrgebiet zuständig. Sein Wirkungskreis in Dortmund bestand darin, hier als Agitations- und Verwaltungsstellenleiter wirksam zu werden. Dabei sammelte er seine ersten Erfahrungen in der gewerkschaftlichen Arbeit, vor allem aus der Sicht der Arbeiterschaft. In dieser Zeit erwarb er an einer Abendschule die Oberschulreife.
Durch das Ermächtigungsgesetz vom 24. März 1933 wurden die freien Gewerkschaften verboten. Das betraf auch die christlichen Gewerkschaften. Somit wurde Theodor Blank bis 1935 arbeitslos und nutzte diese Zeit, um sich beruflich zu qualifizieren. Unterstützung fand er dabei im Bischöflichen Konvikt in Braunsberg und bereitete sich hier auf seine Abiturprüfung vor, die er 1936 dann als Externer am Carl-Humann-Gymnasium in Essen-Steele ablegte. Im Anschluss daran nahm er ein Studium der Mathematik und Physik an der Universität Münster auf, das er aber aus finanziellen Gründen abbrechen musste.
Daraufhin arbeitete Blank ab 1937 für rund ein Jahr, außerhalb des Ruhrgebietes, in den Junkers Flugzeug- und Motorenwerken in Dessau. 1938 kehrte er nach Dortmund zurück und wurde Konstrukteur für Grubenventilatoren bei einer Grubenbaufirma. Im Frühjahr 1939 begann er, neben dieser Beschäftigung, ein Studium der Ingenieurwissenschaften an der Technischen Hochschule Hannover. 1939 heiratete er die Dortmunderin Paula Baumgart.
Er wurde Mitte August 1939 zwei Wochen vor dem Beginn des Überfalls auf Polen zur Wehrmacht einberufen und musste deshalb erneut sein Studium abbrechen. Er war bei der Wehrmacht als technischer Inspektor des Nachrichtenregiments einer Panzerdivision eingesetzt und erreichte den Dienstgrad eines Oberleutnants der Reserve. Kurz vor Kriegsende wurde Blank 1945 nördlich von Dachau von Soldaten der 7. US-Armee gefangen genommen. Er wurde Anfang Juli 1945 aus der Gefangenschaft entlassen, kehrte nach Dortmund zurück und setzte seine Arbeit in der Gewerkschaftsbewegung fort. 
Dort gehörte er zu den aktiven Organisatoren und späteren Mitbegründern des Deutschen Gewerkschaftsbundes (DGB). An der Seite von Hans Böckler (1875–1951) setzte er sich, aus seinen Erfahrungen während der Zeit des Nationalsozialismus, für die Gründung weltanschaulich und parteipolitisch unabhängiger Einheitsgewerkschaften ein. 
Blank gehörte von 1945 bis 1950 dem Vorstand der IG Bergbau an und war ab 1948 deren dritter Vorsitzender.
Auf Empfehlung Konrad Adenauers wurde Theodor Blank 1947 als Sprecher der Arbeitnehmer in den Frankfurter Wirtschaftsrat des Vereinigten Wirtschaftsgebietes delegiert. In Dortmund gründete er den Verband der Christlich-Demokratischen Arbeitnehmerschaft mit. In diesen Gremien setzte er sich entschieden für die von Ludwig Erhard (1897–1977) vertretene neue Wirtschaftspolitik ein, zur Schaffung der Grundlagen für die soziale Marktwirtschaft.
Sein Bruder Joseph Blank war von 1954 bis 1958 Landtagsabgeordneter im Landtag NRW. 
Sein Neffe Joseph-Theodor Blank zog nach der Bundestagswahl 1983 erstmals in den Bundestag ein und ebenso 1990, 1994 und 1998.

## Partei
Nach seiner Freilassung beteiligte sich Blank am Aufbau einer überkonfessionellen christlichen Volkspartei und gehörte mit zu den Gründern der Christlich Demokratischen Union Deutschlands (CDU) in Westfalen. Bereits ein Jahr später war er Vorsitzender der CDU-Fraktion im Dortmunder Stadtrat und wirkte hier vor allem als Sprecher der jungen Generation. Mit der Gründung des Landes Nordrhein-Westfalen 1946 war er Mitglied der CDU-Fraktion im Landtag, deren Vorsitzender Konrad Adenauer (1876–1967) war. Von 1958 bis 1969 war er Mitglied im Bundesvorstand der CDU, außerdem von 1958 bis 1966 stellvertretender CDU-Bundesvorsitzender und damit Mitglied im Präsidium der CDU.

## Abgeordneter
Als junger Aktivist auf der politischen Bühne wurde Theodor Blank am 14. Dezember 1945 in die Dortmunder Stadtvertretung berufen. Im Oktober 1946 wurde er Mitglied des von der britischen Besatzungsmacht ernannten Landtags Nordrhein-Westfalens. Von 1947 bis 1949 gehörte er außerdem dem Wirtschaftsrat der Bizone an. Dort war er ein entschiedener Verfechter der sozialen Marktwirtschaft nach dem Modell des Ahlener Programms der nordrhein-westfälischen CDU, das am 3. Februar 1947 bei einer Tagung im St.-Michael-Gymnasium der Stadt Ahlen angenommen worden war. „Überwindet Kapitalismus und Marxismus“ war die dominierende Zielstellung aus den Erfahrungen der letzten zwei Jahrzehnte in Deutschland.
Seit der ersten Bundestagswahl 1949 war Theodor Blank Mitglied des Deutschen Bundestages. Als Direktkandidat des Wahlkreises Borken – Bocholt – Ahaus zog er als Mitglied in den Bundestag ein. Damit begann eine lange, über viele Jahre anhaltende erfolgreiche Tradition. Theodor Blank ist stets als direkt gewählter Abgeordneter des Wahlkreises Borken – Bocholt – Ahaus beziehungsweise Ahaus-Bocholt in den Bundestag eingezogen. Nach seinem Ausscheiden aus der Bundesregierung fungierte er 1965 bis 1969 als stellvertretender Vorsitzender der CDU/CSU-Bundestagsfraktion, nachdem er schon 1956/1957 dem Fraktionsvorstand als Beisitzer angehört hatte. 1957 arbeitete er im Rahmen seines Bundestagsmandats mit an dem Gesetzentwurf der Unionsfraktion zur Privatisierung des Volkswagenwerks.
1952 gehörte Blank zu einer Gruppe von 34 Abgeordneten der CDU/CSU-Fraktion, die einen Gesetzentwurf zur Einführung des relativen Mehrheitswahlrechts in den Bundestag einbrachten und damit auch die Stabilität der Koalition gefährdeten, da dies für die anderen Parteien in der Regierung eine Bedrohung ihrer parlamentarischen Existenz bedeutete.
Theodor Blank legte aus gesundheitlichen Gründen am 21. April 1972, bereits schwerkrank, sein Abgeordnetenmandat nieder.

## Öffentliche Ämter

### Erste Bundesregierung
Am 23. Mai 1949 trat das Grundgesetz der Bundesrepublik Deutschland in Kraft. Der Aufbau der Bundesorgane begann am 14. August 1949 mit den ersten Wahlen zum Bundestag. Als Wahlsieger gingen CDU/CSU hervor. Von Konrad Adenauer wurde Theodor Blank angetragen, in der ersten Regierung der Bundesrepublik das Amt des Bundesministers für Arbeit zu übernehmen. Zugunsten von Anton Storch (1892–1975), der auch aus den Reihen der christlichen Gewerkschaften kam und ebenfalls für diese Position im Gespräch war, verzichtete Blank auf dieses Amt. Am 20. September 1949 wurde Storch als erster Bundesminister für Arbeit bestätigt.

### Amt Blank
Mitte des Jahres 1950 war das Thema der Sicherheit des noch jungen Staates stärker in den Fokus der politischen Überlegungen von Bundeskanzler Adenauer gerückt. Deshalb berief er als seinen Sicherheitsberater am 24. Mai 1950 den ehemaligen General der Panzertruppe Gerhard Graf von Schwerin (1899–1980). Theodor Blank und weitere Unionsparlamentarier wurden am 13. Juli 1950 vom amerikanischen Hochkommissar John Jay McCloy (1895–1989) vor die Frage der Wiederaufrüstung der Bundesrepublik gestellt. Die Antwort war, wie sich später Franz Josef Strauß (1915–1988) erinnerte, „Ja“, aber nur bei voller Gleichberechtigung. Nach Unstimmigkeiten bereits nach einigen Monaten mit Graf von Schwerin wurde am 17. Oktober 1950 Theodor Blank dem Kabinett als neuer Sicherheitsbeauftragter vorgestellt und von Schwerin von dieser Tätigkeit entbunden.
Ein wichtiges Prinzip dieser sicherheitspolitischen Tätigkeit, das Konrad Adenauer aus den Erfahrungen der deutschen Geschichte vehement verteidigte, war das Primat der Politik gegenüber allem Militärischen. Am 26. Oktober 1950 wurde Theodor Blank zum Beauftragten des Bundeskanzlers für die mit der Vermehrung der alliierten Truppen zusammenhängenden Fragen ernannt. Er war neben seiner politischen Haltung und den vor allem seit 1945 gesammelten Erfahrungen in der Gewerkschafts- und Parteiarbeit für dieses Amt ausgewählt worden, da er als „einfacher“ Reserveoffizier in der Öffentlichkeit nicht mit dem deutschen Militarismus in Verbindung gebracht werden konnte und eine gute Gewähr dafür bot, dass an dieser sensiblen Stelle des politischen Agierens nicht militärische Überlegungen die Überhand gewannen. Als Sonderbeauftragter des Kanzlers richtete Blank ab Ende 1950 das Amt Blank (auch Dienststelle Blank genannt) ein, das sich ausschließlich mit einer geplanten zukünftigen Wiederbewaffnung Deutschlands beschäftigte, was in der Öffentlichkeit sehr umstritten war. Damaligen Umfragen zufolge waren 70 % der Bevölkerung gegen eine Wiederbewaffnung. Seine Dienststelle befand sich anfangs in einem Behelfsbau am Bonner Museum Koenig und ab Dezember 1950 in der Ermekeilkaserne.
Die erste grundsätzliche Aufgabe von Theodor Blank in diesem neu geschaffenen Amt bestand darin, die deutschen Interessen bei der Umsetzung des Pleven-Planes vom 24. Oktober 1950, als Vorschlag zur Bildung einer Europa-Armee, der auch deutsche Bataillone angehören sollten, sicherzustellen. Das war ein Vorschlag des damaligen französischen Ministerpräsidenten René Pleven (1901–1993) zur Schaffung einer „integrierten westeuropäischen Streitmacht unter einheitlichem Kommando“, der das Ziel verfolgte, dass Deutschland nicht Mitglied der 1949 gegründeten NATO (englisch North Atlantic Treaty Organization „Organisation des Nordatlantikvertrags“ bzw. Nordatlantikpakt-Organisation) werden und nicht über eigene militärische Großverbände verfügen sollte. Die Verhandlungen dazu, für die Theodor Blank die Vollmacht der Bundesregierung erhielt und durch Konrad Adenauer mit der Leitung der Verhandlungsdelegation beim „Interimsausschuss für die Organisation der Europäischen Verteidigungsgemeinschaft“ betraut wurde. Die Verhandlungen begannen am 15. Februar 1951 in Paris und dauerten bis zum Juni an. Von Beginn weg wurde deutlich, dass die französischen und deutschen Interessen nur im Rahmen der Europäischen Verteidigungsgemeinschaft unter einen Hut zu bekommen wären. Obwohl Theodor Blank über keine diplomatischen Vorerfahrungen verfügte und auch nicht mit den Rahmenbedingungen und Verhaltensweisen auf diesem internationalen Parkett vertraut war, konnte er gute Bedingungen zur Aufstellung eines deutschen militärischen Kontingentes an Streitkräften, mit nur geringer Diskriminierung für Deutschland, aushandeln. Deutschland übernahm die Verpflichtung zur Aufstellung von zwölf homogenen Panzerdivisionen. Als militärische Experten an seiner Seite wirkten die ehemaligen Generäle der Wehrmacht und späteren Generäle der Bundeswehr Hans Speidel (1897–1984), Adolf Heusinger (1897–1982) und Johann Adolf Graf von Kielmansegg (1906–2006) an den Verhandlungen mit.
Darüber hinaus führte das Amt Blank Untersuchungen zur Uniformierung der zukünftigen Streitkräfte, unterbreitete Vorschläge zu Tarnmustern, zur Ausgestaltung von Kampf- und Ausgehanzügen. Auch für die Einführung von militärischen Fahrzeugen wie dem DKW Munga war das Amt verantwortlich.
Zu diesem Zeitpunkt arbeiteten zwei Verwaltungsangestellte und eine kleine militärische Planungsgruppe unter der Leitung von Blank im neu geschaffenen Amt. Die fehlende äußerlich repräsentative Position führte bei der Umsetzung bestimmter Teilziele seines Arbeitsbereiches immer wieder zu innenpolitischem Druck. Auch seine militärischen Fachpartner, ehemalige Generäle, hohe Offiziere, die während des Krieges in klaren Führungsstrukturen Befehle erhalten und umgesetzt hatten, waren klare Machtstrukturen gewöhnt. Durch das Ergebnis der Bundestagswahl vom 6. September 1953 sah sich Konrad Adenauer auch in seiner sicherheitspolitischen Konzeption bestätigt. Nach der Aufstellung des neuen Regierungskabinetts verlangte Theodor Blank, um eine deutlichere Legitimation für sein Wirken zu erhalten, das Amt des Verteidigungsministers einzunehmen. Bundeskanzler Konrad Adenauer lehnte das aber mit der Begründung ab, dass er Frankreich nicht noch mehr Gegenargumente zum Aufbau bundesdeutscher Streitkräfte in die Hände geben wollte. Inzwischen war das Amt Blank auf 831 Mitarbeiter angewachsen.
Am 30. August 1954 lehnte die französische Nationalversammlung eine Ratifizierung des bereits am 27. Mai 1952 von allen beteiligten Regierungen unterzeichneten EVG-Vertrages ab. Damit stand Konrad Adenauer vor dem Scherbenhaufen seiner Sicherheitspolitik. Aber auch für Theodor Blank stellte diese neue Situation ein Desaster dar. Seine Anstrengungen und erreichten Teilergebnisse zum Aufbau eigener bundesdeutscher Streitkräfte waren über Nacht hinweggefegt worden. Auch hatten ihn die äußerst schwierige Situation, in der er seit 1950 agierte, und der auf ihm lastende Druck physisch stark verschlissen. Er stand politisch gesehen am Nullpunkt.
Im Zuge der Kritik an der Wiederbewaffnung war Blank auch persönlichen Angriffen ausgesetzt. Ein Zwischenfall ereignete sich am 24. November 1954 in Augsburg. Bei einer Wahlveranstaltung der CSU in der Gaststätte des Rosenaustadions kam er nach der Begrüßung „Meine Damen und Herren“ 25 Minuten lang nicht zu Wort. Über 700 Randalierer im völlig überfüllten Lokal brüllten den Redner nieder. Als ihn die Polizei hinausbegleitete, wurde Blank „von einem Glassplitter, der von einem aus der Menge geschleuderten Weinglas stammte, an der rechten Wange verletzt und außerdem von einer Krücke ins Kreuz getroffen, die ein Kriegsversehrter schwang“.

### Bundesminister
Am 7. Juni 1955 wurde Theodor Blank zum ersten Bundesminister für Verteidigung ernannt. Von diesem Amt trat er am 16. Oktober 1956 im Rahmen der ersten großen Kabinettsreform der Regierung Adenauer zurück. In seine Amtszeit fiel die Aufgabe der Materialbeschaffung für die neugegründete Bundeswehr, wie z. B. den Schützenpanzer HS 30. Blanks Nachfolger als Bundesminister für Verteidigung wurde sein Rivale Franz Josef Strauß. Nach der Bundestagswahl 1957 wurde er am 29. Oktober 1957 zum Bundesminister für Arbeit und Sozialordnung ernannt. Nach der Bundestagswahl 1965 schied er am 26. Oktober 1965 aus der Bundesregierung aus.

## Auszeichnungen und Ehrungen
- 1956: Großkreuz des Bundesverdienstkreuzes
- 1965: Großkreuz des Verdienstordens der Italienischen Republik

Im Jahr 2010 wurde in seinem ehemaligen Wohnort Brackel eine neue Straße ihm zu Ehren benannt, die Theodor-Blank-Allee. Die Kaserne am Heeresflugplatz Rheine-Bentlage trägt zu seinen Ehren den Namen Theodor-Blank-Kaserne.

## Veröffentlichungen
- Vom Ahlener Programm zu den Düsseldorfer Leitsätzen – Zur Dogmengeschichte der CDU. In: Alfred Müller-Armack (Hrsg.): Wirtschafts- und Finanzpolitik im Zeichen der sozialen Marktwirtschaft. Festgabe für Franz Etzel. Seewald, Stuttgart 1967, S. 31 ff.